# 顯斑紅蝽
顯斑紅蝽（学名：Physopelta slanbuschii）为大紅蝽科斑紅蝽屬下的一个种。